# Eugene Higgins
Pour les articles homonymes, voir Higgins.
Patrick Eugene Higgins, né en février 1874 à Kansas City (Missouri) et mort le 20 février 1958 à New York (à 83 ans), est un artiste peintre, dessinateur et graveur américain.

## Biographie

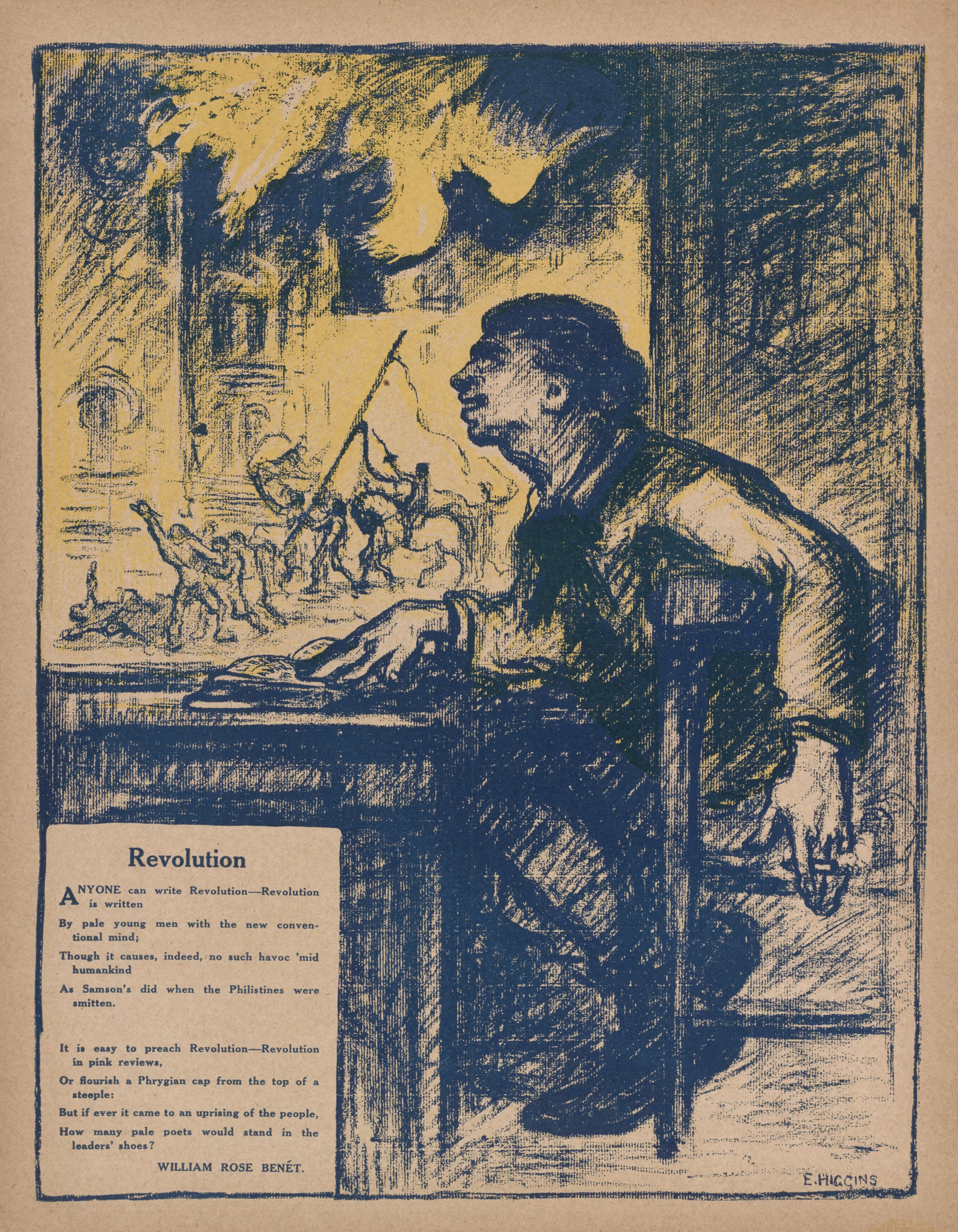
« Revolution », dessin pour The Masses (janvier 1916).

Fils d'un tailleur de pierre installé à Saint-Louis (Missouri), Eugene Higgins suit à partir de l'âge de 16 ans les cours du soir de peinture et de dessin de la Saint Louis School of Fine arts. En 1892, il est employé dans une agence d'architecte.
En 1897, il part pour Paris, s'inscrit à l'académie Julian et suit les cours de Jean-Joseph Benjamin-Constant et Jean-Paul Laurens afin de préparer le concours d'admission pour l’École des beaux-arts où il entre en 1899, fréquentant les ateliers de Jean-Léon Gérôme durant deux années. Pendant cette période de formation, il se passionne pour l'art de la gravure qui resta son mode d'expression privilégié. Le 9 janvier 1904 sort L'assiette au beurre des pauvres entièrement conçue par l'artiste et signé « Higgins », dont le style est visiblement très influencé par les techniques de gravure sur bois, présentant des échos à l’œuvre de Jean-François Millet mais aussi à celle d'Honoré Daumier, artistes auxquels il fut comparé par sa technique et le choix de ses couleurs. Quelques semaines plus tard, il décide de rentrer aux États-Unis.
En 1905 il se prend un atelier dans la partie Ouest de Manhattan, sur la 22e rue, lieu qu'il conserve jusqu'à sa mort. Il se consacre à la représentation des masses laborieuses et son art, cependant très pessimiste voire sombre, interpelle. En 1907, le critique John Sparto compare ses dessins dans la revue The Craftsman à l'univers des contes de Maxime Gorki. Il collabore ensuite à la revue socialiste The Masses.
Il expose pour la première fois en 1916, puis de façon continue jusqu'en 1953. Au moment de la crise de 1929, les commandes publiques et le mécénat se montrent très sensibles à son univers. Il exécute alors des commandes de fresques pour divers bâtiments publics.
Il reçoit le Benjamin Altman Foundation Prize en 1931 pour ses gravures, le Andrew Carnegie Prize en 1934, le Thomas B. Clarke Prize  en 1945 et l'Anonymous Prize en 1949.
Il ne doit pas être confondu avec le peintre américain William Victor Higgins (1884-1949), qui lui aussi étudia l'art à Paris (vers 1910-1913).